# The Spaghetti Incident?
Albums de Guns N' Roses
Use Your Illusion II
(1991) Live Era: '87-'93
(1998)
Singles
1. Ain't It Fun
Sortie : 20 novembre 1993
2. Since I Don't Have You
Sortie : mai 1994

The Spaghetti Incident? est le cinquième album du groupe de hard rock américain Guns N' Roses.
Sorti le 23 novembre 1993, l'album ne contient que des reprises, principalement de punk rock et de glam rock de la fin des années 1970 et du début des années 1980. L'enregistrement est sorti sous le label Geffen Records et a été produit par le groupe, Mike Clink et Jim Mitchell.

## Historique
Cet album fut enregistré entre 1990 et 1993 dans plusieurs studios américains. Pour la Californie: A&M studios, Convay Recordings et Ocean Way Recording de Hollywood, The Record Plant de Los Angeles, Rumbo Recorders à Canoga Park, CanAm Studios de Tarzana. Et aux Studios Sound Techniques Inc. de Boston et Triad Studios de Redmond dans l' état de Washington.
Plusieurs de ces pistes ont été enregistrées avec le guitariste original de Guns N' Roses, Izzy Stradlin, pendant les sessions d'enregistrement des Use Your Illusion I et II et ont été plus tard ré-enregistrées par Gilby Clarke. Ces enregistrements étaient au départ destinés à un album Use Your Illusion combiné, qui aurait consisté en trois (ou éventuellement quatre) disques, à la place de deux disques séparés comme ils ont fini par l'être.
En 1992, le groupe prévoyait de réaliser les reprises restantes en tant qu'EP, avec Gilby Clarke remplaçant les parties de guitare de Stradlin. Ils ont plus tard décidé d'en faire un album complet et enregistrèrent alors plusieurs autres reprises.
Le bassiste Duff McKagan chante sur plusieurs des chansons et le chanteur de Hanoi Rocks, Michael Monroe apparaît sur Ain't It Fun en tant que chanteur invité.
C'est le dernier album de Guns N' Roses à comprendre le guitariste Slash, le bassiste Duff McKagan et le batteur Matt Sorum, et est le seul album à comprendre Gilby Clarke. Il faudra attendre quinze ans, avec Chinese Democracy, pour qu'un nouvel album studio sorte sous le nom Guns N' Roses, avec Axl Rose comme seul membre d'origine.
L'album débuta à la 4e position dans le Billboard 200 américain, se vendant à peu près à 190 000 exemplaires durant la semaine de sa sortie, significativement moins que les précédentes sorties du groupe. Il atteindra la première place des Charts en Australie et se classa à la troisième place des meilleures ventes de disque en France où l'album sera certifié double disque d'or pour plus de 200 000 exemplaires vendus.

## Liste des titres
| No  | Titre                                                                | Auteur                                                   | Chant                     | Durée |
| --- | -------------------------------------------------------------------- | -------------------------------------------------------- | ------------------------- | ----- |
| 1.  | Since I Don't Have You (reprise de The Skyliners)                    | Rock, Beaumont, Taylor, Vogel, Versharen, Martin, Lester | Axl Rose                  | 4:20  |
| 2.  | New Rose (reprise de The Damned)                                     | Brian James                                              | Duff McKagan              | 2:38  |
| 3.  | Down On the Farm (reprise des UK Subs)                               | Alvin Gibbs, Charlie Harper, Nick Garrett                | Axl Rose                  | 3:29  |
| 4.  | Human Being (reprise de The New York Dolls)                          | Johnny Thunders, David Johansen                          | Axl Rose                  | 6:48  |
| 5.  | Raw Power (reprise de The Stooges)                                   | Iggy Pop, James Williams                                 | Axl Rose & Duff McKagan   | 3:12  |
| 6.  | Ain't It Fun (reprise de The Dead Boys)                              | Cheetah Chrome, Peter Laughner                           | Axl Rose & Michael Monroe | 5:02  |
| 7.  | Buick Makane / Big Dumb Sex (reprise de T. Rex / Soundgarden)        | Marc Bolan / Chris Cornell                               | Axl Rose & Slash          | 2:39  |
| 8.  | Hair of the Dog (reprise de Nazareth)                                | Dan McCafferty, Pete Agnew, Manny Charlton, Darell Sweet | Axl Rose                  | 3:54  |
| 9.  | Attitude (reprise de The Misfits)                                    | Glenn Danzig                                             | Duff McKagan              | 1:27  |
| 10. | Black leather (reprise de The Professionals)                         | Steve Jones                                              | Axl Rose                  | 4:08  |
| 11. | You Can't Put Your Arms Around a Memory (reprise de Johnny Thunders) | Johnny Thunders                                          | Duff McKagan              | 3:35  |
| 12. | I Don't Care About You (reprise de Fear)                             | Lee Ving                                                 | Axl Rose                  | 2:07  |
| 13. | Look At Your Game Girl (titre caché)                                 | Charles Manson                                           | Axl Rose                  | 2:34  |

- Look at Your Game Girl est un titre caché qui commence à 2:17 du titre I Don't Care About You

## Musiciens
Guns N' Roses
- Axl Rose : Chant, claviers sur Since I Don't Have You, kazoo sur Human Being
- Slash : Guitare solo, guitare rythmique, chant sur Buick Makane / Big Dumb Sex, chœurs
- Gilby Clarke : Guitare rythmique, chœurs
- Duff McKagan : Basse, chœurs, chant, guitare acoustique et batterie sur You Can't Put Your Arms Around A Memory
- Matt Sorum : Batterie, percussions, chœurs
- Dizzy Reed : Claviers, chœurs

Musiciens additionnels
- Michael Monroe: chant sur Ain't It Fun
- Mike Staggs: guitare additionnelle sur Ain't It Fun
- Mike Fasano: percussions sur Hair of the Dog
- Richard Duguay: guitare rythmique et solo sur You Can't Put Your Arms Around A Memory
- Eddie Huletz: chœurs sur You Can't Put Your Arms Around A Memory
- Riki Rachtman, S.C. Bailey, Blake Stanton et Eric Mills: sur I Don't Care About You
- Carlos Booy : guitare acoustique sur Look at Your Game, Girl

## Charts et certifications
| Pays             | Durée du classement | Meilleur classement |
| ---------------- | ------------------- | ------------------- |
| Allemagne        | 23 semaines         | 5e                  |
| Australie        | 12 semaines         | 1er                 |
| Autriche         | 16 semaines         | 4e                  |
| Canada           | 29 semaines         | 3e                  |
| États-Unis       | 22 semaines         | 4e                  |
| France           | 9 semaines          | 3e                  |
| Italie           | -                   | 3e                  |
| Norvège          | 10 semaines         | 2e                  |
| Nouvelle-Zélande | 11 semaines         | 3e                  |
| Pays-Bas         | 21 semaines         | 4e                  |
| Royaume-Uni      | 13 semaines         | 2e                  |
| Suède            | 15 semaines         | 2e                  |
| Suisse           | 19 semaines         | 3e                  |

| Pays             | Certification | Ventes      | Date       |
| ---------------- | ------------- | ----------- | ---------- |
| Allemagne        | Or            | 250 000 +   | 1994       |
| Australie        | Platine       | 70 000 +    | 1993       |
| Autriche         | Or            | 25 000 +    | 30/11/1993 |
| Canada           | 3 × Platine   | 300 000 +   | 09/12/1993 |
| États-Unis       | Platine       | 1 000 000 + | 26/01/1994 |
| France           | 2 × Or        | 200 000 +   | 1997       |
| Italie           | Or            | 25 000 +    | 2017       |
| Nouvelle-Zélande | Platine       | 15 000 +    | 26/12/1993 |
| Pays-Bas         | Platine       | 100 000 +   | 1994       |
| Royaume-Uni      | Or            | 100 000 +   | 01/12/1993 |
| Suisse           | Or            | 25 000 +    | 1993       |

### Charts singles
| Année | Single                  | Chart                  | Durée du classement | Position |
| ----- | ----------------------- | ---------------------- | ------------------- | -------- |
| 1993  | Ain't It Fun            | Mainstream Rock Tracks | 7 semaines          | 8e       |
| 1993  | Ain't It Fun            | UK Singles Chart       | 3 semaines          | 9e       |
| 1993  | Ain't It Fun            | Single Top 100         | 6 semaines          | 34e      |
| 1993  | Ain't It Fun            | (V) Ultratop           | 3 semaines          | 26e      |
| 1993  | Ain't It Fun            | FIMI                   | —                   | 19e      |
| 1993  | Ain't It Fun            | VG-lista               | 3 semaines          | 3e       |
| 1993  | Ain't It Fun            | RMNZ Singles Top40     | 5 semaines          | 36e      |
| 1993  | Ain't It Fun            | Mega Top 50            | 4 semaines          | 22e      |
| 1993  | Ain't It Fun            | Sverigetopplistan      | 7 semaines          | 5e       |
| 1993  | Ain't It Fun            | Schweizer Hitparade    | semaines            | e        |
| 1994  | Since I Don't Have You  | Hot 100                | 9 semaines          | 69e      |
| 1994  | Since I Don't Have You  | UK Singles Chart       | 7 semaines          | 10e      |
| 1994  | Since I Don't Have You  | ARIA Charts            | 4 semaines          | 47e      |
| 1994  | Since I Don't Have You  | RPM Top Singles        | 16 semaines         | 20e      |
| 1994  | Since I Don't Have You  | Top 100                | 18 semaines         | 28e      |
| 1994  | Since I Don't Have You  | RMNZ Singles Top40     | 1 semaine           | 48e      |
| 1994  | Since I Don't Have You  | Sverigetopplistan      | 1 semaines          | 40e      |
| 1994  | Hair of the Dog (promo) | Mainstream Rock Tracks | 13 semaines         | 11e      |